# Municipio de Rome (condado de Deuel)
El municipio de Rome (en inglés: Rome Township) es un municipio ubicado en el condado de Deuel en el estado estadounidense de Dakota del Sur. En el año 2010 tenía una población de 85 habitantes y una densidad poblacional de 0,91 personas por km².

## Geografía
El municipio de Rome se encuentra ubicado en las coordenadas 44°55′36″N 96°49′55″O / 44.92667, -96.83194. Según la Oficina del Censo de los Estados Unidos, el municipio tiene una superficie total de 93.02 km², de la cual 83,23 km² corresponden a tierra firme y (10,53 %) 9,79 km² es agua.

## Demografía
Según el censo de 2010, había 85 personas residiendo en el municipio de Rome. La densidad de población era de 0,91 hab./km². De los 85 habitantes, el municipio de Rome estaba compuesto por el 98,82 % blancos, el 1,18 % eran de otras razas. Del total de la población el 2,35 % eran hispanos o latinos de cualquier raza.